# Pilos
Pilos (grško Πύλος), zgodovinsko znan tudi pod svojim italijanskim imenom Navarino, je mesto in nekdanja občina v Meseniji na Peloponezu v Grčiji. Od reforme lokalne samouprave 2011 je del občine Pilos-Nestoras, je sedež in občinska enota.  Bil je glavno mesto nekdanje province Pilija. Je glavno pristanišče v zalivu Navarino. Bližnje vasi so Gialova, Pyla, Elaiofyto, Schinolakka in Palaionero. Mesto Pilos ima 2767 prebivalcev, občinska enota pa 5287 (2011). Občinska enota meri 143.911 km². 2 

## Ime Navarino
Pilos je ohranil staro ime do bizantinskega obdobja, po frankovski osvojitvi v začetku 13. stoletja pa je imel dve imeni:
- francosko Port-de-Jonc ('Kanelin zaliv')) ali Port-de-Junch, z nekaterimi različicami in izpeljankami: v italijanščini Porto-Junco, Zunchio ali Zonchio, v srednjeveški katalonščini Port Jonc, v latinščini Iuncum, Zonglon / Zonglos (Ζόγγλον/ς ali Ζόγκλον/ς) v grščini itd. To ime je povezano z močvirjem, ki je obdajalo mesto; [4][5]
- grško Avarinos (Ἀβαρῖνος), nato skrajšano na Varinos (Βαρῖνος) ali daljše Anavarinos (Ἀναβαρῖνος) z vrivkom, ki je postala Navarino v italijanskem jeziku in Navarin v francoščini. Etimologija ni jasna. Uveljavljena etimologija, ki jo je predlagal potnik Nompar de Caumont v zgodnjem 15. stoletju in ponovil Karl Hopf, ki je pripisal ime Navarinski družbi, vendar je to očitno napačno, saj je bilo ime v Grčiji v uporabi že dolgo pred njeno prisotnostjo. Leta 1830 Fallmereyer meni (Geschichte der Halbinsel Morea, zvezek I, str. 188), da bi lahko izviralo iz besede Avari, ki so se tam naselili, kar je sprejelo tudi nekaj poznejših učenjakov, kot je William Miller; sodobna znanost na drugi strani meni, da je verjetnejše, da izvira iz slovanskega imena, ki pomeni "kraj javorjev", kot je predlagal Max Vasmer (Die Slaven in Griechenland) leta 1941. Ime Avarinos/Navarino, čeprav v uporabi pred frankovskim obdobjem, se je pogosto uporabljalo in zasenčilo francosko ime Port-de-Jonc in njegove izpeljave šele v 15. stoletju, to je po razpadu frankovske Ahajske kneževine.

V poznem 14. ali na začetku 15. stoletja, ko je bilo v lasti družbe Navarrese, je bil znan tudi kot Château Navarres, lokalni Grki pa so ga imenovali Spanochori (Σπανοχώρι, 'vas Špancev'). 
Pod osmansko oblastjo (1498–1685, 1715–1821) so uporabljali turško ime Anavarin[o]. Po dograditvi nove osmanske trdnjave (Anavarin kalesi) leta 1571/2 je postal znan med lokalnimi Grki kot Neokastro (Νεόκαστρο ali Νιόκαστρο, 'novi grad'), medtem ko je stari frankovski grad postal znan kot Paliokastro (Παλαιόκαστρο ali Παλιόκαστρο 'stari grad'). 

## Geografija
Prst okoli Navarina je rdeče barve in je izjemna za pridelovanje primorske čebule (drimia maritima), ki se uporablja v medicini. Kamnina, ki se kaže v vse smeri, z borno, a bogato prstjo, je apnenec in daje videz nerodovitnega okolja gradu Navarino. Dreves ni, slabo jih nadomeščajo obilica žajblja (Salvia officinalis), navadni sirek (Sorghum bicolor), brškin (Cistaceae) in druge grmovnice, ki rastejo iz neštetih votlin v apnencu.
Ostanki Navarina predstavljajo utrdbo, ki pokriva vrh hriba, strmo nagnjenega proti jugu in prepadnega proti severu in vzhodu. Mesto je bilo zgrajeno na južnem pobočju in je obdano z obzidjem, ki je zaradi fizične nepravilnosti tal trikotnik, z gradom na vrhu – oblika je opazna pri številnih antičnih mestih v Grčiji.

## Rastlinstvo in živalstvo
Gialovo mokrišče je regionalni blagoslov narave. Je eno od desetih večjih lagun v Grčiji in je bilo uvrščeno med pomembna območja za ptice v Evropi in v Naturo 2000. Je "območje posebne zaščite"’ z oznako GR2550008 in "pomembno območje EU" z oznako GR2550004.  Tu je tudi 6 km2 veliko arheološko najdišče, ki leži med krajem Gialovo in zalivom Voidokilia. Njegovo drugo ime Vivari je latinski izraz in pomeni 'ribniki'. Z globino, ki ni večja od štirih metrov, je najjužnejši postanek za ptice, ki se selijo z Balkana v Afriko in daje zavetje nič manj kot 225 vrstam ptic, med njimi so čaplje, kormorani, južna postovka, Audouinov galeb, plamenci, ribji orel in drugi.  Gialovo mokrišče gosti tudi redko vrsto, ki se približujejo izumrtju po vsej Evropi, afriški kameleon (Chamaeleo africanus). Opazovalnice grškega ornitološkega društva omogočajo obiskovalcem izvedeti več in opazovati plitvo somorno jezero, lahko hodijo po poteh, ki omejujejo različne ekosisteme. 

## Zgodovina

### Prazgodovina in mikenski Pilos
V Pilosu so našli dokaze o stalni prisotnosti človeka, ki sega do neolitika. V mikenski dobi je bilo pomembno središče, kraljestvo Nestorja "peščenega Pilosa", kot ga je navedel Homer v 17. knjigi Odiseje (XVII 108–112).
Mikenska država Pilos (1600–1100 pr. n. št.) je obsegala površino 2000 kvadratnih kilometrov in je imela najmanj 50.000 prebivalcev po podatkih s tablic linearne pisave B ali morda celo 80.000–120.000.
Bronastodobni Pilos je izkopaval Carl Blegen med letoma 1939 in 1952, in to v sodobnem Ano Englianos, približno 9 km severnovzhodno od zaliva 37°01′41″N 21°41′42″E / 37.028°N 21.695°E. Blegen je imenoval ostanke velike mikenske palače iz leta 1300 pred našim štetjem po homerski pesmi Nestorjeva palača. Tablice z linearno pisavo B, ki jih je našel Blegen, jasno kažejo, da se je mesto samo imenovalo Pilos (Pulos v mikenski grščini, v linearni pisavi B  𐀢𐀫, pu-ro). Lokacija je bila opuščena nekje po 8. stoletju pr. n. št. in pogorela do tal. Ruševine trdnjave iz surovega kamna na najbližjem otoku Sfakterija, očitno mikenskega izvora, so uporabljali Špartanci med peloponeško vojno (Tukidid iv. 31).

### Klasični Pilos
Po Zgodovini peloponeške vojne grškega zgodovinarja Tukidida je bilo območje v 5. stoletju pred našim štetjem "skupaj z večino držav okoli neposeljeno" (iv, 3). Leta 425 pred našim štetjem je atenski politik Kleon poslal ekspedicijo v Pilos, kjer so Atenci utrdili skalni pomol na severnem robu zaliva, zdaj znan kot Korifazij ali Stari Pilos, po sporu s špartanskimi ladjami v bitki za Pilos in zasegli ter zasedli zaliv. Malo pozneje so Atenci ujeli številne špartanske vojake, ko so oblegali sosednji otok Sfakterija (bitka za Sfakterijo). Špartanski strah pred vrnitvijo zapornikov, ki so jih odpeljali v Atene kot talce, je prispeval, da so sprejeli Nikijev mir leta 421 pred našim štetjem.

### Srednji vek
Malo je znano o Pilosu pod Bizancem, omenjen je le napad krečanskih Saracenov okoli 872/3. V 12. stoletju ga omenja muslimanski geograf Al-Idrizi kot "prostorna vrata" Irūda v svojem delu Nuzhat al Mushtaq. 
Po četrti križarski vojni je leta 1204 Peloponez postal Ahajska kneževina, križarska država. V skladu z Morejsko kroniko je Pilos hitro padel pod križarji, vendar ne do 1280, ko je ponovno omenjen. Po francoskih in grških različicah Kronike je Nikolaj II. sveti Omer, gospodar Teb, okoli 1281 prejel obsežna zemljišča v Meseniji v zameno za lastnino svoje žene v Kalamati in Hlemutsiju, in postavil grad pri Navarinu. Po grški različici je bl namenjen kot fevd njegovemu nečaku Nikolaju III., aragonska različica pa pripisuje gradnjo Nikolaju III. samemu nekaj let pozneje. Po mnenju A. Bona je gradnja pod Nikolajem II. v 1280-ih verjetnejša, po možnosti v obdobju 1287–89, ko je bil podkralj (bailli) Ahaje.  Kljub nameri Nikolaja II. pa ni jasno, ali je njegov nečak res podedoval Navarino. Če je to res, je ostal njegov do smrti leta 1317, ko je bil skupaj z vsemi mesenijskimi zemljišči z družinami vrnjen v knežje roke, saj Nikolaj III. ni imel otrok. Trdnjava je postala nepomembna, razen za pomorsko bitko leta 1354 med Benetkami in Genovo, leta 1364 v sporu med Marije Burbonsko in princem Filipom Tarentskim zaradi Marijine zahteve po kneževini, ko je umrl njen mož, Robert Tarentski. Mariji je dal Navarino (skupaj s Kalamato in Manijem na peloponezu) Robert leta 1358. Lokalni kastelan, zvest Mariji, je za kratek čas zaprl novega podkralja Simona del Poggia. Marija je ohranila nadzor nad Navarinom do svoje smrti leta 1377. V približno tem času so območje naselili Albanci, medtem ko so bili 1381/2 tam dejavni tudi Navarinci, Gaskonjci in italijanski plačanci. Od zgodnjih let 15. stoletja so bili Benečani pozorni na trdnjavo Navarino, ker so se bali, da jo bodo zasegli Genovčani in jo bodo uporabljali kot izhodišče za napade na beneška oporišča Modon in Koron. Benečani so zasegli trdnjavo leta 1417 in po daljšem diplomatskem dogovarjanju jim je uspelo dobiti novo posest leta 1423. 

### Prvo beneško in prvo osmansko obdobje
Leta 1423 je Navarino tako kot drugod po Peloponezu doživel prvi osmanski napad, ki ga je vodil Turahan beg, ki je bil ponovljen leta 1452. Na Navarinu se je leta 1437 izkrcal bizantinski cesar Ivan VIII. Paleolog, ki je vodil florentinski koncil, tu se je izkrcal tudi zadnji morejski despot Tomas Paleolog z družino leta 1460 po osmanski osvojitvi Morejske despotije. Po letu 1460 je bila trdnjava skupaj z drugimi beneškimi izpostavami, Monemvazijo in polotokom Mani edina krščanska posest na polotoku. Beneški nadzor nad Navarinom je preživel prvo osmansko-beneško vojno (1463–79), ne pa tudi druge (1499–1503): po beneškem porazu v bitki pri Metoni avgusta 1500 se je 3000-članska posadka predala, čeprav je bila dobro preskrbljena za obleganje. Benečani so jo kmalu zatem s 3. na 4. december ponovno osvojili, vendar so jo 20. maja 1501 s sočasnim napadom s kopna in morja Turki znova zavzeli pod Kemalom Reisom in Hadımom pašo. 
Turki so uporabljali Navarino (ki so ga preimenovali v Anavarin ali Avarna) kot mornariško oporišče za pirate ali večje operacije flote v Jonskem in Jadranskem morju. Leta 1572/3 je osmanski glavni admiral (Kapudan paša) Uluç ali Reis na Navarinu zgradil novo trdnjavo (Anavarin-i Cedid, 'novi Navarino' ali Neokastro v grščini) kot zamenjavo zastarele frankovske trdnjave. 
Benečani so na kratko zajeli Navarino v 1650-ih med vojno za Kreto.
Leta 1668 je Evlija Čelebi opisal mesto v svojem delu Sajahatnama (Potopis):
Anavarin-i Atik je enkraten grad ... pristanišče je varno sidrišče ... v večini ulic Anavarin-i Cedida so številne fontane s tekočo vodo ... Mesto je okrašeno z drevjem in vinsko trto, tako da sonce ne pripeka na lepem trgu na vse in vsi mestni veljaki sedijo tukaj, igrajo kocke (backgammon), šah,  damo in druge družabne igre ...

### Drugo beneško obdobje, otomanska zasedba in grška osamosvojitev
Leta 1685, na začetku morejske vojne, so Benečani pod Francescom Morosinijem in Ottom Wilhelmom Königsmarckom napadli Peloponez in zajeli večji del, uspešno tudi dve utrdbi v Navarinu. Varno v beneških rokah je Navarino postal upravno središče novega Morejskega kraljestva, kot se je beneška provinca imenovala do leta 1715, ko so Turki zasedli Peloponez. Po beneškem popisu leta 1689 je bilo 1413 prebivalcev, 20 let pozneje pa 1797. 
Po osmanskem zavzetju je Navarino postal središče kaze (upravna enota) v sandžaku Moreja. 10. aprila 1770 je bila trdnjava Novi Navarino po šestih dneh obleganja predana Rusom med Orlovim uporom (predhodnik grške vojne za neodvisnost). Osmanski garniziji je bilo dovoljeno, da odide na Kreto, medtem ko so Rusi popravili trdnjavo za svoje oporišče. 1. junija so jo Rusi zapustili in Turki so ponovno vstopili v trdnjavo, jo zažgali in delno porušili. Prebivalstvo je pobegnilo na bližnji otok Sfakterija, kjer so jih pobili Albanci, ki so jih podkupili Turki.
Po izbruhu grške vojne za neodvisnost sredi marca 1821 so Navarino oblegali lokalni Grki in v prvem tednu avgusta so se bili nasprotniki prisiljeni predati. Kljub temu da so jim Grki obljubili varnost, so vse pobili.
Turki so leta 1825 pod Ibrahim pašo Egipčanskim znova zavzeli večino Peloponeza, med drugim območje Pilosa, premagali grško obrambo v bitki za Sfakterijo (29. aprila) in Novo trdnjavo (11. maja). Trdnjava je ostala v osmanskih rokah do pomladi 1828. Oktobra 1827 so združene osmansko-egiptovske sile v zalivu v bitki za Navarino premagale sile zavezniške mornarice Združenega kraljestva, Francije in Rusije. Ta dogodek je izničil Ibrahimov uspeh in jeseni 1828 so se njegovi vojaki umaknili s Peloponeza. 

### Sodobno mesto
Sodobno mesto Pilos zunaj zidov Neokastra so zgradili vojaki generala Maisona med francoskim posredovanjem za Morejo 1828–1833.
Zahodni konec grške državne ceste št. 82 se začne v središču Pilosa. Avtocesta poteka z zahoda proti vzhodu in povezuje Pilos s Kalamato in Šparto. Območje ima ugodno podnebje s posebej blagimi zimami.

### Znamenitosti
- Grad (Neokastro)
- Paliokastro (stara utrdba) severno od zaliva
- Akvadukt iz osmanskega obdobja (ob južnem vhodu)
- Cerkev Marijinega vnebovzetja (1989 v celoti obnovljena in delno nova)
- Spomenik bitki za Navarino
- Zaliv Vojdokilija (tako imenovan "omega")
- Agia Nicola, gora nad Pilosom z majhno cerkvijo in 360 ° panorama
- Arheološki muzej

## Pomembni ljudje
- Jannis Spyropoulos (1912–1990), slikar
- Kostas Tsiklitiras (1888–1913), atlet, zmagovalec na olimpijskih igrah 1908 (London) in 1912 (Stockholm)